# Хаџи Ђера
Архимандрит Герасим Георгијевић, у народу познат и као Хаџи-Ђера, био је игуман манастира Моравци и велики учитељ и просветитељ рудничког краја.
Писани документи сведоче да већ 1798. године он у манастиру пише, преводи и учи децу. Писане књиге из тог доба, са његовим потписима, чувају се у ризници Моравачке цркве.
Помиње се и као обновитељ манастира Боговађа 1791. и 1794. заједно са Хаџи Рувимом и Василијем Петровићем.
1804. године, испред манастира Моравица Турци убили су га турске власти. Шест дана након тог злочина почела је сеча српских кнезова, што је иницирало подизање Првог српског устанка.
Хаџи Ђера је послужио и као инспирација за истоимену приповетку Драгутина Ј. Илића. По њему је названа Улица Хаџи Ђерина.